# Sepia (fotografie)

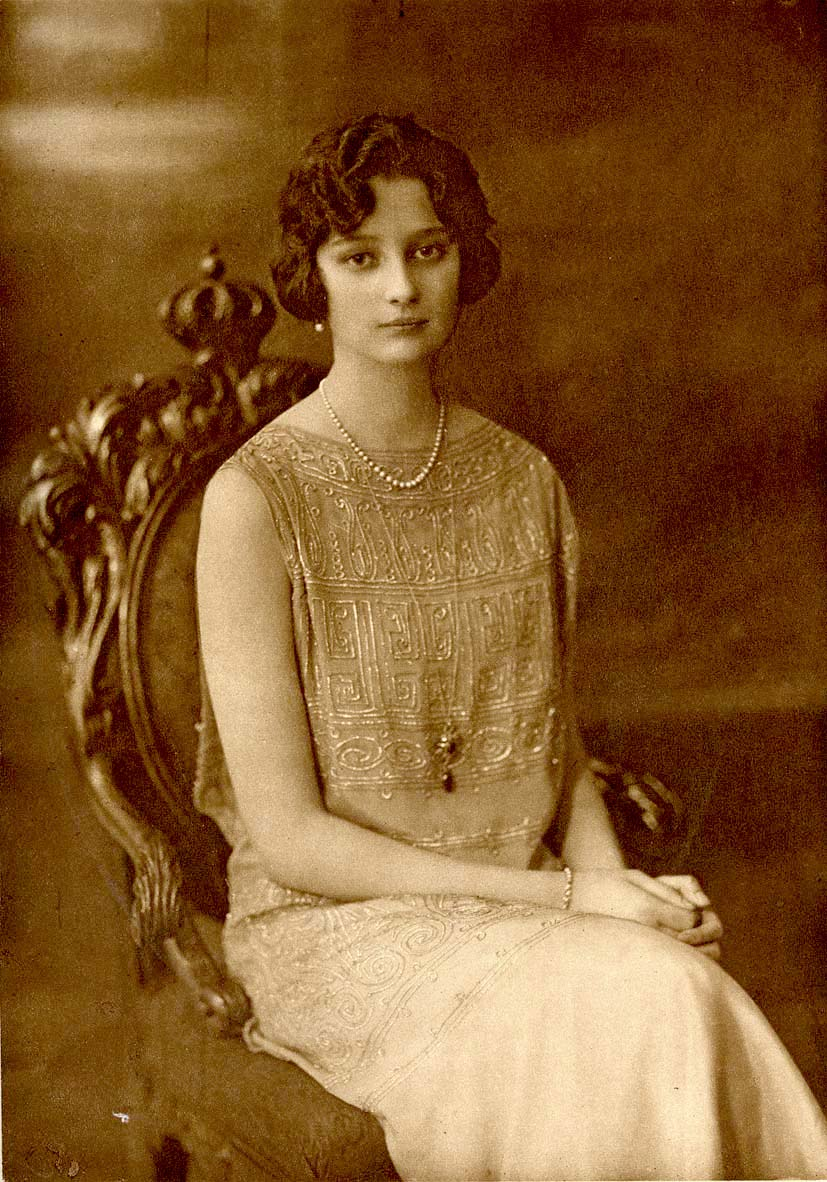
Foto uit 1926 van prinses Astrid van Zweden met sepiatoning

Sepia of sepiatoning refereert aan de kleuren van zwart-witfoto's die door middel van een sepiaproces behandeld zijn. In dit proces worden de zwart gekleurde zilverdeeltjes omgezet in verbindingen met een bruinige kleur die sepia genoemd wordt. Het omkleuren kan tegenwoordig ook op de computer gedaan worden met behulp van fotobewerkingssoftware.

## Het proces
Een afdruk van een foto wordt behandeld met kaliumhexacyanoferraat(III) gemengd met een alkalihalogenide (meestal kaliumbromide), waarbij het ontwikkelde zilver weer omgezet wordt in zilverhalogenide. De halogenideafdruk wordt vervolgens door een bad met natriumsulfide omgezet naar zilversulfide, wat beter bestand is tegen veroudering.
Een alternatief proces gebruikt seleen waarbij zilverselenide gevormd wordt. Seleentoning kan met een enkel bad van natriumselenosulfaat.
Deze toning werd vroeger veel gebruikt om de houdbaarheid van de afdruk te vergroten, veel oude foto's die tot op de dag van vandaag bewaard zijn gebleven hebben dan ook een sepiabehandeling gehad.
Ondanks dat het sepiaproces begon als een manier van afdrukken, wordt het vandaag de dag gezien als een genre, net als zwart-witfotografie. Sepiatoning geeft een nostalgische sfeer.

## Digitale sepiatinten
Sepia kan in veel digitale camera's en camcorders geproduceerd worden of het kan in een digitale doka geproduceerd worden.
Fotosoftware, zoals Photoshop of GIMP, biedt controle over de sepiakleuren (er is niet één kleur bekend als sepia, de term omvat een kleurgebied van gele en bruine mengkleuren). Simpele software heeft vaak een optie om een foto in één keer sepia te behandelen.
Uitgebreidere software zet de foto om naar sepia door gebruik te maken van de duotonefunctie.
- Adobe beveelt de volgende instellingen aan Hue = 27 en Saturation = 21 en vink ook de kleurenbox aan in het Hue/Saturation filter in Photoshop[1]

## Voorbeelden
De voorbeeldfoto's hieronder laten het proces zien van het digitaal verwijderen van kleur uit een foto en het daarna omzetten van een zwart-witfoto naar sepia.

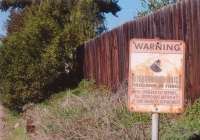
Kleurenafbeelding
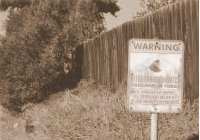
Sepia-afbeelding

Onderstaande foto's geven een indruk van de drie typen:

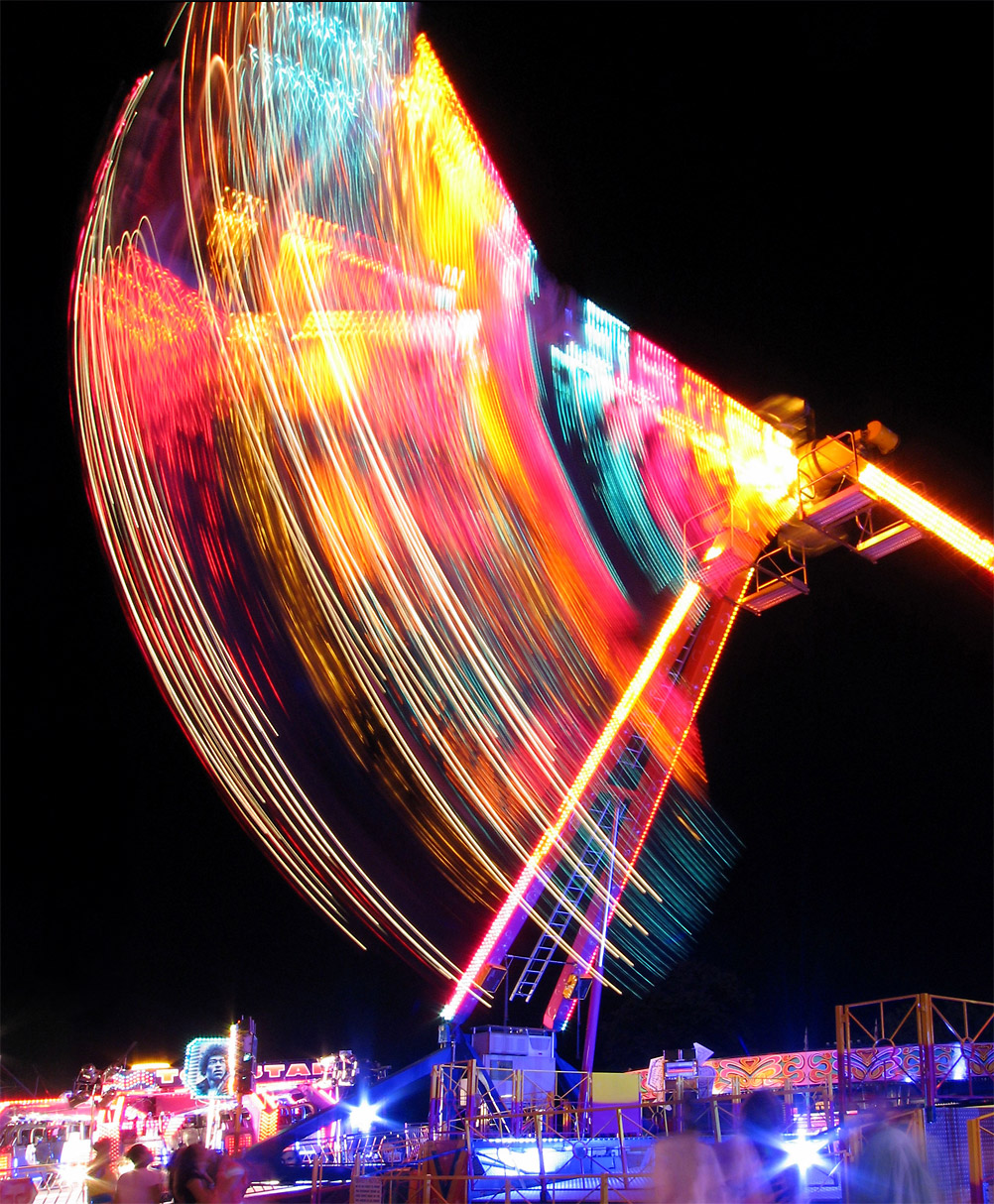
Kleurenfotografie
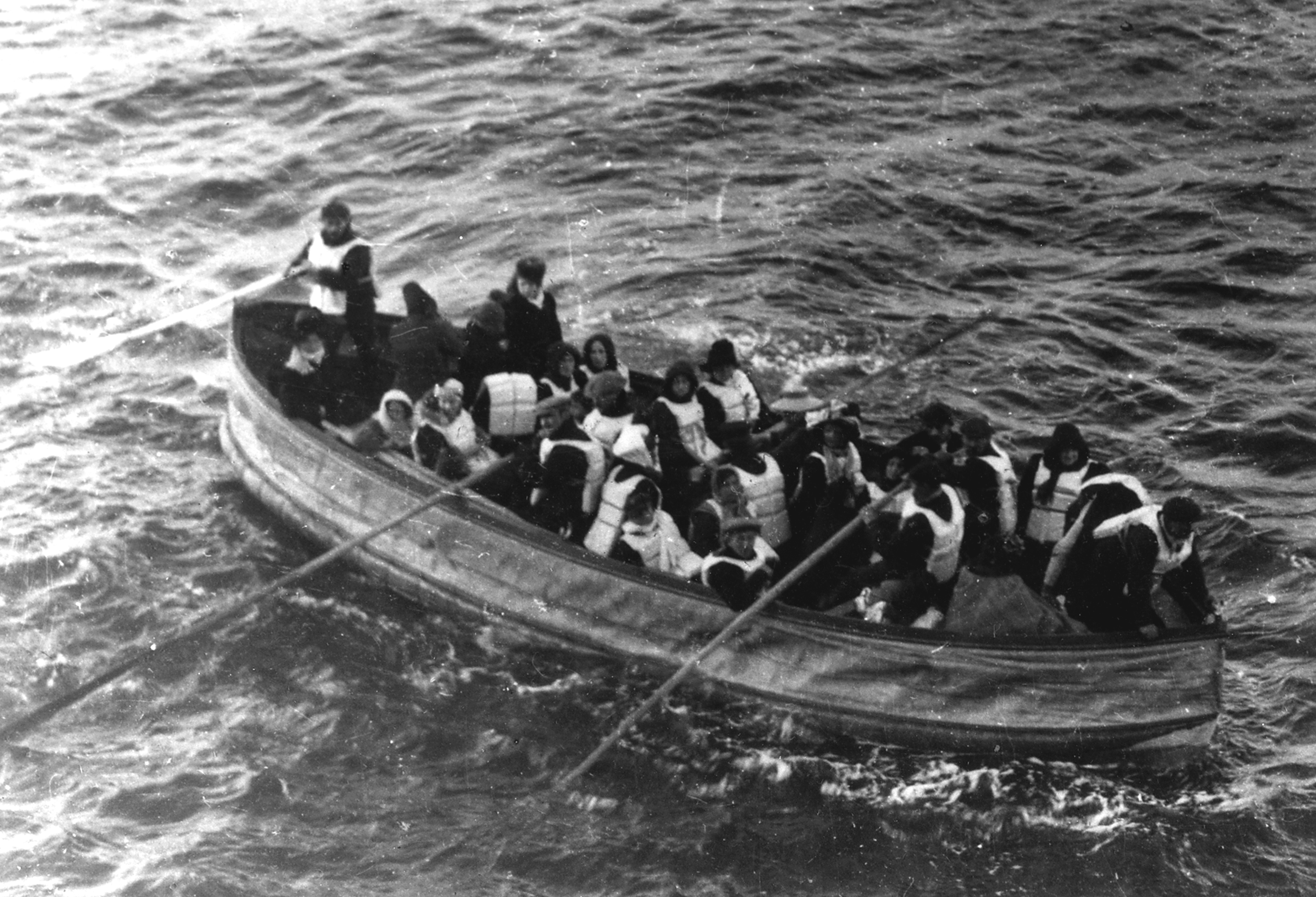
Zwart-witfotografie
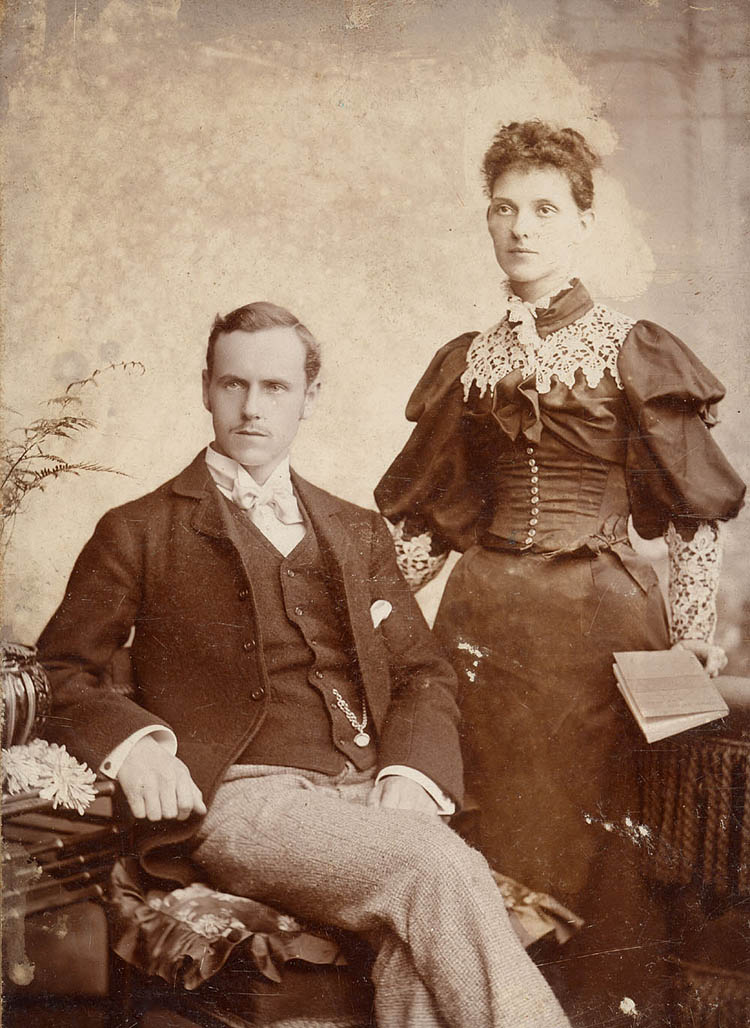
Sepiafotografie